# Мавр Боргезе
Мавр Боргезе или просто «Мавр» (итал. Moro)  — полихромная каменная статуя из коллекции Лувра. 

## История и описание
Статуя высотой 188 см, изображающая мавра, была создана в Риме в начале XVII века по заказу кардинала-племянника Сципиона (Шипионе) Боргезе (откуда её название) скульптором из Лотарингии Никола Кордье. 
Она входила в серию заказанных кардиналом Боргезе полихромных статуй, представлявших собой своеобразные «конструкторы», в которых сохранившиеся античные фрагменты дополнялись алебастровыми, мраморными, а иногда и бронзовыми вставками. К этой же серии относились две статуи Дианы, обе из которых получили прозвище Сингарелла («Цыганочка»), одна из которых сегодня находится в галерее Боргезе в Риме, тогда как вторая — в Лувре; и некоторые другие. 
Предполагается, что в скульптуре «Мавр» голова и верхняя часть торса относятся к античному оригиналу, тогда как всё остальное является дополнениями Кордье.
В 1807 году князь Камилло Боргезе, женатый на сестре Наполеона Полине, продал последнему значительную часть своей коллекции, которая в дальнейшем вошла в собрание Лувра (Коллекция Боргезе). 
С тех пор статуя находится в Лувре и доступна для осмотра в постоянной экспозиции.